# Hippocampus ingens
Hippocampus ingens és una espècie de peix de la família dels singnàtids i de l'ordre dels singnatiformes.

## Morfologia
Els mascles poden assolir els 30 cm de longitud total.

## Distribució geogràfica
Es troba des de San Diego (Califòrnia, Estats Units) fins al Perú, incloent-hi les Illes Galápagos.